# چیتور ویجی
چیتور ویجی (به انگلیسی: Chittor Vijay) فیلمی هندی محصول سال ۱۹۴۷ و به کارگردانی موهان سینها است. در این فیلم بازیگرانی همچون راج کاپور، مدهوبالا و مونیکا دسای ایفای نقش کرده‌اند.